# Slot Neustrelitz
Het Slot Neustrelitz (Duits: Schloss Neustrelitz) was een kasteel in de Duitse stad Neustrelitz in de deelstaat Mecklenburg-Voor-Pommeren. Het kasteel werd gebouwd tussen 1726 en 1731 en was van 1731 tot aan het einde van de monarchie in 1918 de hoofdresidentie van de regerende hertogen en groothertogen van Mecklenburg-Strelitz. In 1733 deed de hertog een oproep aan zijn burgers om zich in de buurt te komen vestigen. Hieruit ontstond de nieuwe stad Neustrelitz.
Het kasteel werd verschillende keren verbouwd en vergroot; de laatste keer van 1905 tot 1909. Na de val van de monarchie was het kasteel de zetel van het parlement van Mecklenburg-Strelitz. In 1945, aan het einde van de Tweede Wereldoorlog, brandde het kasteel volledig af en in 1950 werd het volledig gesloopt. De kelders bleven bewaard. Enkele gebouwen in het slotpark (ontworpen door de bekende Pruisische tuin- en landschapsarchitect Peter Joseph Lenné) bleven ook bewaard en werden na 1990 gerestaureerd, zoals de slotkerk, de orangerie en de Herbetempel.
Er is sprake van geweest om het slot te herbouwen, maar er zijn nog geen concrete plannen, wanneer precies.